# 바쿠현

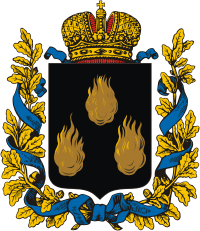
바쿠현의 문장

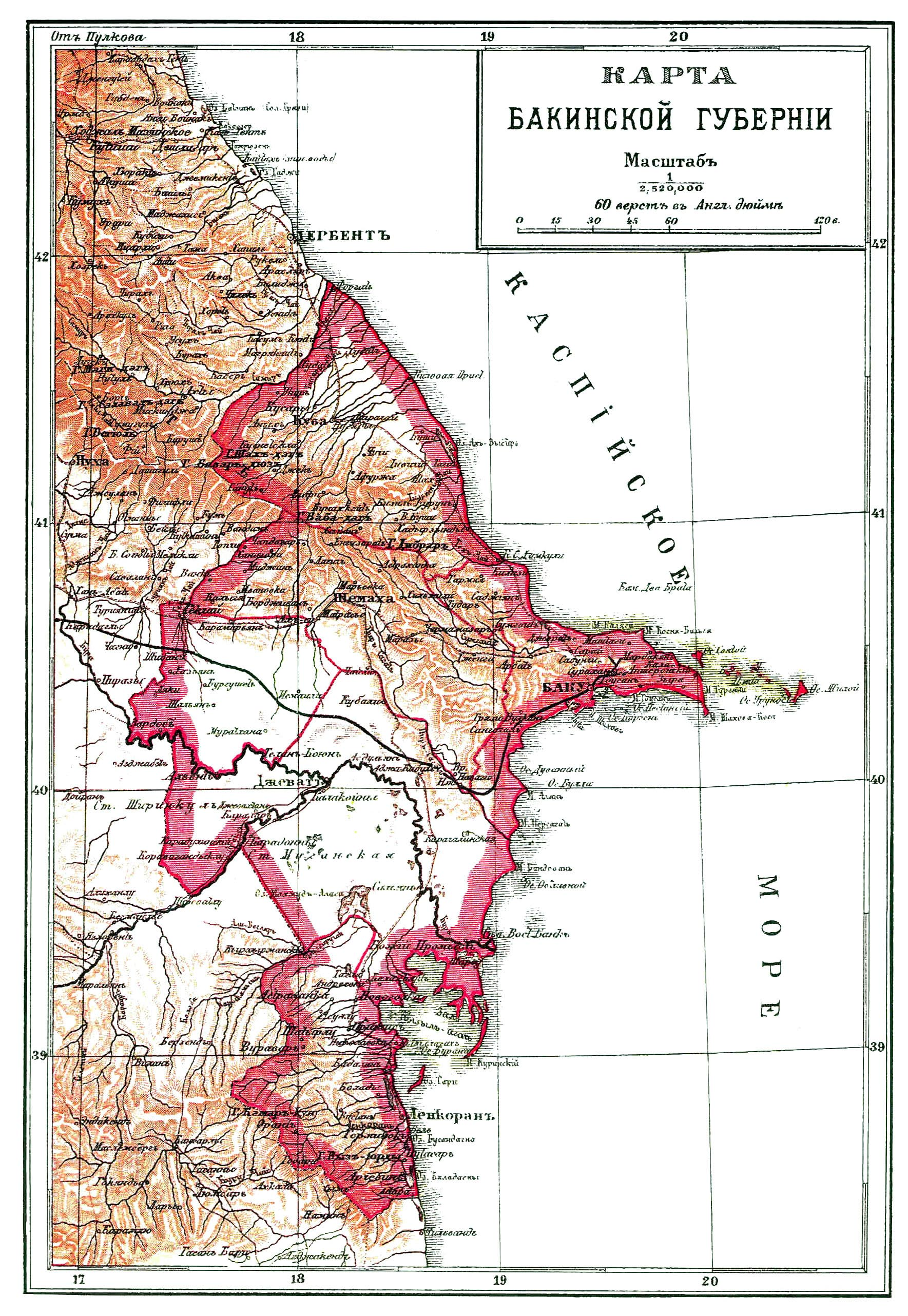
바쿠현의 지도

바쿠현(러시아어: Бакинская губерния)은 1859년부터 1920년까지 현재의 아제르바이잔에 위치했던 러시아 제국의 현이었다. 중심지는 바쿠였다.
1846년 샤마흐현(러시아어: Шемахинская губерния)이 설립되었지만 1859년 지진이 일어나면서 샤마흐가 큰 피해를 입었다. 그래서 중심지를 바쿠로 옮겼으며 바쿠현이 되었다.
1897년의 통계에선 바쿠현의 인구는 79만명으로 집계되었다. 총인구의 60%는 아제르바이잔인이 점유하고 있었지만, 러시아인, 아르메니아인, 탈리시인, 타트족, 벨라루스인 등의 소수 민족도 거주했다.